# Sophitia Alexandra
Sophitia Alexandra (アレクサンドル ソフィーティア?, Arekusandoru Sofītia) è un personaggio della serie Soulcalibur della Namco. Fa la sua prima apparizione in Soul Blade. Ciò che contraddistingue la sua anima è la verità.

## Storia
La vita di Sophitia come guerriera inizia quando incontra il dio dell'Olimpo Efesto, il quale le narra dell'esistenza della Soul Edge: la lama ha un tale potere maligno da poter mandare in rovina il nome del dio, poiché non è stata creata da lui, e perciò lei deve trovarla, affinché non arrechi più dolore nel mondo. Efesto le ordinò di raggiungere il santuario di Euridice e di ricevere l'arma sacra, la Spada Omega, così da poter distruggere la Soul Edge. Sophitia alla fine trova la Soul Edge in un porto di Valencia in Spagna; insieme al suo possessore, il pirata Cervantes de Leon, distruggendo una delle sue lame gemelle. Tuttavia il flusso di malignità fuoriuscito dall'arma, mette al tappeto Sophitia che stava per ricevere il colpo di grazia quando viene poi salvata da Taki, la quale uccide il pirata. Taki riporta Sophitia ad Atene, dalla sorella Cassandra Alexandra, e mentre si riprende dalle ferite causate dai frammenti della spada, ritorna nella panetteria del padre.
Un giorno mentre era fuori a fare compere con Cassandra, Sophitia ebbe una visione di Nightmare e della vera Soul Edge; così svenne e fu salvata da uno spadaio chiamato Rothion, i due si innamorano e si fidanzano. In seguito, lei riceve un secondo oracolo da Efesto di distruggere ciò che resta della Soul Edge. Il dio fornisce il metallo sacro a Rothion, che le forgia una nuova Spada Omega e un nuovo scudo; lei iniziò dunque un nuovo viaggio per distruggere la spada maledetta. Sophitia distrusse nuovamente la Soul Edge e ritorna a casa, dove si sposa con Rothion e dà alla luce i figli Patroklos e Pyrrha. 
Quattro anni più tardi, Rothion ricevette una scheggia di Soul Edge da un cliente misterioso, e lui e i suoi figli iniziarono a litigare a causa della scheggia. L'aura negativa emanata dal frammento riaprì le vecchie ferite di Sophitia, che erano state infettate dall'energia malvagia sette anni fa. Cassandra, disperata, salva la sorella impossessandosi della scheggia e scappando via; qualche settimana più tardi Sophitia decide che per la sicurezza dei figli e della sorella, deve intraprendere un terzo viaggio. 
Poiché Cassandra ha rubato le sue armi, Rothion gliene forgia delle nuove in grado di distruggere la maledizione della Soul Edge una volta e per tutte. Messasi in cammino, si trova ad affrontare Tira nel castello di Ostrheinsburg, e lì l'assassina le dice che la spada non si trova lì, ma che lei ha rapito i suoi figli affinché siano sacrificati alla Soul Edge. Per questo fu inverosimilmente obbligata a difendere la spada dai nemici che volevano impossessarsene come Astaroth.
In Soulcalibur V si scopre che è morta ed è stata sostituita dai suoi figli. Il boss finale Elysium ne assume le fattezze.

## Storia e concezione del personaggio
Poiché è stata introdotta in Soul Blade, l'armamento di Sophitia, una combinazione di spada e scudo destinata ad essere l'unica tra le varie armi, fu scelta prima di definire gli altri elementi del personaggio. Dopo che il suo aspetto e i suoi movimenti furono arricchiti da un concept artist, il personaggio fu rilasciato come modello 3D dai disegnatori che lavoravano solo su lei, poi fu animata da Tomoe Yamashita tramite motion capture. Tomoe, che ha creato le mosse di tanti altri personaggi, ha ammesso di provare una particolare tenerezza mentre si occupava di Sophitia. Durante la creazione, i disegnatori hanno focalizzato il mantenimento dell'aspetto innocente del viso, per darle un senso di freschezza e giovinezza. La libertà dei movimenti tra la spada e lo scudo sono stati enfatizzati, con l'intenzione di permettere alla lama di ruotare attorno allo scudo per attacchi ciclonici.

## Armi
- Soul Calibur
- Gaea Sword
- Omega Sword & Elk Shield

Spada e scudo forgiati da Rothion, marito di Sophitia, utilizzando del minerale sacro donato da Efesto,l'antico dio greco delle fucine. Con queste armi Sophitia parte per compiere la sua missione.
- Swordbreaker

Come Indica il suo stesso nome, questo strumento è stato progettato per distruggere le armi avversarie. Solitamente serve a fare a pezzi le spade avversarie grazie alla sua conformazione, ma si può usare anche come una normale daga.
- Xi Sword & Game Shield

Una spada e uno scudo sacri, consegnati ad un cavaliere spartano che, proprio come Sophitia, ricevette un messaggio da Efesto. In seguito l'uomo andò incontro a un orribile destino, ma spada e scudo mantennero la loro sacralità. Dato che anche su di esse grava una maledizione, il loro potere è instabile.
- Blue Crystal Rod & Blue Line Shield
- Fire Blade
- Rapier
- Gladius
- Synval
- Apollo Sword
- Soul Edge (Complete)
- Orichalcum
- Valkyrie
- Soul Edge
- Memento
- Love